# Чемпионат Украинской ССР по футболу 1921
Первый розыгрыш чемпионского титула в рамках «Первого Всеукраинского праздника физкультуры» состоялся с 11 по 18 августа 1921 года в столице Украины — Харькове. Отборочные соревнования проходили по региональному принципу. Из 12-ти входивших в состав УССР губерний, своих представителей на республиканский праздник физкультуры прислали представители 7-ми (Донецкой, Екатеринославской, Киевской, Одесской, Полтавской, Харьковской и Херсонской), при чем последние делегировали сразу две команды - из Николаева и Херсона. Таким образом, за медали сражалось 8 участников, представленных как сборными городов, так и отдельными командами, выступавшими под флагами городских сборных. Первым чемпионом Украины стала сборная Харькова.

## Губернские праздники физкультуры

### Донецкая губерния
Соревнования проводились в Таганроге
| Место | Команда                    | И | В | Н | П | РМ  | О |
| ----- | -------------------------- | - | - | - | - | --- | - |
| 1     | Клуб им. Артема (Таганрог) | ? | ? | ? | ? | ?-? | ? |

## Всеукраинский праздник физкультуры

### 1/4 финала
| Дата    | Команда 1                  | Счёт | Команда 2     |
| ------- | -------------------------- | ---- | ------------- |
| 08.1921 | Харьков                    | 5:0  | Херсон        |
| 08.1921 | Клуб им. Артема (Таганрог) | 1:0  | Киев          |
| 08.1921 | Одесса                     | 5:1  | Екатеринослав |
| 08.1921 | Николаев                   | 7:0  | Полтава       |

### 1/2 финала
| Дата    | Команда 1 | Счёт | Команда 2                  |
| ------- | --------- | ---- | -------------------------- |
| 08.1921 | Харьков   | 2:1  | Клуб им. Артема (Таганрог) |
| 08.1921 | Одесса    | 1:0  | Николаев                   |

### Финал
| 18 августа 1921 | \| Харьков \| 2:0 \| Одесса \| | Стадион: Гельферих-Саде, Харьков Зрителей: Судья: |
| Харьков: Платов («Штурм»), Грушин (ОЛС), Романтовский («Янус»), Иван Привалов, Николай Капустин («Штурм»), Варженинов (ОЛС), Константин Ус (ХПЗ), Костиков («Унион»), Николай Кротов, Иван Натаров («Штурм»), Бем («Унион»), Мищенко, Губарев (ОЛС). Главный тренер: Одесса: Главный тренер: |                                |                                                   |
| Харьков | 2:0                            | Одесса                                            |

## Итоговая таблица
| Место | Команда                    | И | В | Н | П | РМ  | О |
| ----- | -------------------------- | - | - | - | - | --- | - |
| 1     | Харьков                    | 3 | 3 | 0 | 0 | 9-1 | 6 |
| 2     | Одесса                     | 3 | 2 | 0 | 1 | 6-3 | 4 |
| 3-4   | Николаев                   | 2 | 1 | 0 | 1 | 7-1 | 2 |
| 3-4   | Клуб им. Артема (Таганрог) | 2 | 1 | 0 | 1 | 2-2 | 2 |
| 5-8   | Киев                       | 1 | 0 | 0 | 1 | 0-1 | 0 |
| 5-8   | Екатеринослав              | 1 | 0 | 0 | 1 | 1-5 | 0 |
| 5-8   | Херсон                     | 1 | 0 | 0 | 1 | 0-5 | 0 |
| 5-8   | Полтава                    | 1 | 0 | 0 | 1 | 0-7 | 0 |